# Claire Huguenin
Claire Huguenin (* 12. März 1954 in Luzern; † 27. Juni 2018 in Zürich) war eine Schweizer Juristin und Obligationenrechtlerin. Als Ordinaria für Privat-, Wirtschafts- und Europarecht lehrte sie an der Universität Zürich.

## Akademischer Werdegang
Huguenin studierte und promovierte an der Universität Bern (lic. iur 1980, Dr. iur. 1984 bei Wolfgang Wiegand zum Thema der anfänglichen Vertragsmängel). 1985 erwarb sie das Zürcher Anwaltspatent, 1987 einen LL.M. der Columbia University und 1993 einen LL.M. der Universität Amsterdam. 1994 wurde sie an der Universität Zürich mit einer Schrift über das aktienrechtliche Gleichbehandlungsprinzip habilitiert. Ab 1997 hatte sie den Lehrstuhl für Privat-, Wirtschafts- und Europarecht an der Universität Zürich inne (bis 2000 halbamtlich), von 1997 bis 2000 war sie auch Professorin an der Universität Bern. Ab 2001 war sie ständige Gastprofessorin an der Universität Luzern.
Ihre Forschungsschwerpunkte lagen im schweizerischen und europäischen Vertrags- und Gesellschaftsrecht. Im Rahmen eines Forschungsprojekts des Schweizerischen Nationalfonds (SNF) legte sie zusammen mit Reto M. Hilty 2012 mit "OR 2020" einen Entwurf für einen modernisierten Allgemeinen Teil des Schweizerischen Obligationenrechts (OR) vor. Dieser wurde 2013 durch zwei Postulate rezipiert, die jeweils von einer Mehrheit des Nationalrats und des Ständerats mitunterzeichnet worden waren. 2018 teilte der Bundesrat in einem Bericht mit, dass er keinen Handlungsbedarf für eine Totalrevision des Allgemeinen Teils des OR sehe.

## Praktische Tätigkeit
Bis zu ihrer Berufung an die Universität praktizierte Huguenin als Rechtsanwältin. Während ihrer Karriere war sie unter anderem Vizepräsidentin der schweizerischen Übernahmekommission, Vizepräsidentin der Gleichstellungskommission an der Universität Zürich und Mitglied der Arbeitsgruppe Corporate Governance des Bundes, welche den Expertenbericht zur Teilrevision des Aktienrechts 2003 verfasste. Sie war Gründungsmitglied des Kompetenzzentrums Medizin – Ethik – Recht Helvetiae MERH, dem Zentrum für Kunst und Recht sowie des European Law Institute an der Universität Wien.

## Auszeichnungen
2016 wurde sie mit dem Grossen Walther Hug Preis ausgezeichnet.

## Publikationen (Auswahl)
Huguenin war Verfasserin einer Vielzahl von wissenschaftlichen Publikationen, darunter Gesetzesvorschläge, Lehrbücher, Kommentierungen und Aufsätze.
- Nichtigkeit und Unverbindlichkeit als Folgen anfänglicher Vertragsmängel: eine Auseinandersetzung mit der bundesgerichtlichen Rechtsprechung zu Art. 20 OR, Bern 1984 (Dissertation)
- Das Gleichbehandlungsprinzip im Aktienrecht, Zürich 1994 (Habilitation)
- mit Reto M. Hilty: Schweizer Obligationenrecht 2020 - Entwurf für einen neuen allgemeinen Teil / Code des obligations suisse 2020 - projet relatif à une nouvelle partie générale, Zürich/Basel/Genf 2013
- Obligationenrecht, Allgemeiner und Besonderer Teil, 2. Auflage, Zürich/Basel/Genf 2014
- Kommentar zu Art. 19-21 OR, in: Basler Kommentar, Obligationenrecht I (Art. 1-529 OR), 5. Auflage, Basel 2011
- mit Tina Purtschert: Kommentar zu Innominatkontrakte Allgemeiner Teil (Vorb. zu Art. 184 ff. OR) in: Handkommentar zum Schweizer Privatrecht, 3. Auflage, Zürich/Basel/Genf 2016
- mit Peter Böckli und François Dessemontet: Expertenbericht der Arbeitsgruppe Corporate Governance zur Teilrevision des Aktienrechts, Zürich/Basel/Genf 2004